# Rhodostrophia transcaucasica
Rhodostrophia transcaucasica là một loài bướm đêm trong họ Geometridae.